# Nincs választás
A Nincs választás (eredeti cím: Paradox) 2017-ben bemutatott hongkongi-kínai akciófilm, melyet Wilson Yip rendezett Sammo Hunggal közösen, aki az akciójelenetek rendezője volt. A 2015-ben bemutatott SPL – Leszámolás napja című film folytatása. 
A film világszerte 80,8 millió dollárt gyűjtött össze, amely jó eredmény a 14,5 millió dolláros költségvetésével szemben.

## Cselekmény
Amikor Lee Chung-chi (Louis Koo) hongkongi rendőrfőnök értesül arról, hogy 16 éves lánya, Lee Wing-chi (Hanna Chan) utazás közben eltűnt Pattajában, elhatározza, hogy Thaiföldre utazik és felkutatja a lányt. Lee-t a helyi kínai nyomozó, Chui Kit (Wu Yue) és thai kollégája, Tak (Tony Jaa) segíti, valamint találkoznak egy amerikai gengszterrel, Sachával (Chris Collins) is.
A nyomok alapján Lee lányának eltűnése kapcsolatban lehet azzal, hogy a bangkoki polgármesterjelöltnek sürgős szívátültetésre van szüksége. Lee azt is gyanítja, hogy a polgármesterjelölt asszisztense, Cheng Hon-sau (Gordon Lam) összejátszott Sachával, hogy elrabolja a lányát. A szeretett lánya elvesztésének fájdalma ellenére Lee elrabol egy korrupt rendőrt, Bant (Ken Lo), hogy eljusson az ügy végére. Ennek eredményeként Lee-t elkezdik országosan körözni. Lee csak Chui segítségében bízhat, hogy együtt megtalálják a lányt.

## Szereposztás
| Szerep                         | Színész               | Magyar hang         |
| ------------------------------ | --------------------- | ------------------- |
| Lee Chung-chi (李忠志)         | Louis Koo             | Epres Attila        |
| Cheng Hon-sau (鄭漢守)         | Ka Tung Lam           | Seder Gábor         |
| Chui Kit (崔傑)                | Wu Yue                | Kerekes József      |
| Sacha (沙查)                   | Chris Collins         | Barabás Kiss Zoltán |
| Tak (阿德)                     | Tony Jaa              | Kisfalusi Lehel     |
| Lee Chung-chi felesége         | Michelle Saram        | ?                   |
| Siu-man (小曼)                 | Jacky Cai             | ?                   |
| Ban (阿斌)                     | Ken Lo                | Várfi Sándor        |
| Lee Wing-chi (李穎芝)          | Hanna Chan            | ?                   |
| Chai parancsnok (猜局長)       | Vithaya Pansringarm   | Kertész Péter       |
| Azis polgármester (阿齋茲市長) | Sompob Benjathikul    | Cs. Németh Lajos    |
| Soei (桑兒)                    | Siraphun Wattanajinda | ?                   |